# James Payton
James Payton (* 18. Dezember 1975 in Cheltenham, Gloucestershire) ist ein britischer Schauspieler.

## Leben
James Payton absolvierte nach seinem Schulabschluss bis Mitte der 1990er-Jahre in London seine professionelle Schauspielausbildung. Er war zunächst als Bühnendarsteller an verschiedenen Theaterhäusern tätig. Er stand unter anderem in Theaterstücken wie Hamlet oder Ein Sommernachtstraum von William Shakespeare auf der Bühne. Seit 1998 hat Payton als Schauspieler vor der Kamera in bislang mehr als 60 Film-und-Fernsehproduktionen mitgewirkt. Er ist dabei oftmals in Nebenrollen besetzt.
Payton ist seit April 2011 verheiratet.

## Filmografie (Auswahl)
- 1998: King Arthur in Kentucky
- 2001: Judge John Deed (Fernsehserie)
- 2004: Vera Drake
- 2006: Jericho – Der Anschlag (Fernsehserie)
- 2007: Harry Potter und der Orden des Phönix
- 2008: Bad Day
- 2010: Robin Hood
- 2011: Captain America: The First Avenger
- 2013: Der Anwalt des Teufels (Fernsehserie)
- 2014: Monuments Men – Ungewöhnliche Helden
- 2016: Gangster Kittens
- 2018: The Bounty Killer
- 2021: FBI: International (Fernsehserie)
- 2022: Glass Onion: A Knives Out Mystery
- 2023: Dogman
- 2023: The Crown (Fernsehserie)